# The Mystery World Tour
The Mystery World Tour ist die dritte Welttournee der Metal-Oper Avantasia von Tobias Sammet. Sie startete am 12. April 2013 in Belgien und endete am 10. August 2013 in England. Bei ihrem ersten Leg spielten Avantasia in der Schweiz, Italien und Deutschland spezielle drei Stunden Shows. Es ist die längste Tour der Bandgeschichte. Wie auch die The Metal Opera Comes to Town Tour wurde sie jedoch noch durch einen Auftritt auf dem Wacken Open Air im Folgejahr ergänzt.

## Geschichte
Nachdem Tobias Sammet angekündigt hatte, Avantasia 2011 zu beenden, erschien 2013 das Album The Mystery Of Time. Zu diesem Album wollte Tobias Sammet auch erneut mit der Band touren. Um nicht viele Songs auszulassen, wurde angekündigt, das Avantasia über 3 Stunden live spielen werden. Über Twitter sagte Sammet jedoch, das nicht alle Shows davon betroffen wären.
Es war unklar, ob das Line-Up bis zum Ende gleich bleibt, da es Terminüberschneidungen mit Pretty-Maids-Konzerten gab, und daher Ronnie Atkins bei wenigen Konzerten nicht zur Verfügung stand. Daher wurde nach dem Konzert in Moskau am 23. Juni die Setlist geändert. Ronnie Atkins wurde allerdings nicht ersetzt. Er kehrte beim Konzert in Japan zurück, fiel aber beim Rockharz Festival durch einen Sturz erneut aus.
Zu dem Auftritt bei der Full Metal Cruise in Holland spielte Eric Martin an Bord der Kreuzfahrt ein Akustik-Solokonzert. Begleitet wurde er dabei von Sascha Paeth.
Am 27. Juli 2013 spielte die Band beim Rock of Ages Festival in Seebronn. Da die Zusage für diesen Auftritt spontan kam, wurde Oliver Hartmann bei diesem Konzert durch Arne Wiegand ersetzt.

## Musiker etc.
Es sind aktuell an der Tour 12 Musiker beteiligt
Musiker waren:
- Tobias Sammet = Gesang
- Sascha Paeth = Gitarre
- Oliver Hartmann = Gitarre, Lead-Gesang, Background-Gesang (außer Konzert 28)
- Andre Neygenfind = Bass,
- Miro Rodenberg = Keyboards, Background-Gesang
- Felix Bohnke = Schlagzeug
- Amanda Somerville = Background-Gesang, Lead-Gesang
- Thomas Rettke = Background-Gesang, Lead-Gesang
- Arne Wiegand[2] = Gitarre (Konzert 28)

Gastmusiker:
- Eric Martin – Gesang
- Bob Catley – Gesang
- Michael Kiske – Gesang
- Ronnie Atkins – Gesang (Konzerte 1 bis 17, Konzert 25 und ab Konzert 27)

## Tourdaten
| Nr. | Datum          | Land        | Stadt             | Ort                           |
| 1   | 12. April      | Belgien     | Mons              | PPM-Festival                  |
| 2   | 13. April      | Schweiz     | Pratteln          | Z7                            |
| 3   | 14. April      | Schweiz     | Pratteln          | Z7                            |
| 4   | 16. April      | Italien     | Mailand           | Alcatraz                      |
| 5   | 18. April      | Deutschland | Ludwigsburg       | MPH-Arena                     |
| 6   | 19. April      | Deutschland | Kaufbeuren        | All-Karthalle                 |
| 7   | 20. April      | Deutschland | Fulda             | Esperantohalle                |
| 8   | 22. April      | Deutschland | Berlin            | Tempodrom                     |
| 9   | 23. April      | Deutschland | Hamburg           | Große Freiheit                |
| 10  | 25. April      | Deutschland | Oberhausen        | Turbinenhalle                 |
| 11  | 26. April      | Deutschland | Lichtenfels       | Stadthalle                    |
| 12  | 10. Mai        | Niederlande | Amsterdam         | Melkweg, Full Metal Cruise    |
| 13  | 31. Mai        | Spanien     | Madrid            | Sonisphere Festival           |
| 14  | 1. Juni        | Spanien     | Barcelona         | Sonisphere Festival           |
| 15  | 8. Juni        | Schweden    | Sölvesborg        | Sweden Rock Festival          |
| 16  | 21. Juni       | Frankreich  | Clisson           | Hellfest                      |
| 17  | 23. Juni       | Russland    | Moskau            | Arena Moscow                  |
| 18  | 25. Juni       | Argentinien | Buenos Aires      | El Teatro                     |
| 19  | 27. Juni       | Chile       | Santiago de Chile | Teatro Caupolican             |
| 20  | 29. Juni       | Brasilien   | Sao Paulo         | HSBC Hall                     |
| 21  | 1. Juli        | Kolumbien   | Bogota            | Teatro Metropol               |
| 22  | 3. Juli        | Costa Rica  | San Jose          | Peppers                       |
| 23  | 5. Juli        | Mexiko      | Mexiko-Stadt      | Circo Volador                 |
| 24  | 7. Juli        | Kanada      | Quebec            | Festival d`été de Québec      |
| 25  | 10. Juli       | Japan       | Tokyo             | Shinagawa Prince Stellar Ball |
| 26  | 13. Juli       | Deutschland | Ballenstedt       | Rockharz                      |
| 27  | 14. Juli       | Tschechien  | Zlin              | Masters Of Rock               |
| 28  | 27. Juli       | Deutschland | Sebronn           | Rock of Ages                  |
| 29  | 8. August      | Slowakei    | Snina             | Rock Pod Kamenom Festival     |
| 30  | 10. August     | England     | Catton Park       | Bloodstock Open Air           |
| 31  | 29. Juli       | Deutschland | Pahlen            | Eiderland Halle               |
| 32  | 2. August 2014 | Deutschland | Wacken            | Wacken Open Air               |

## Setlists
Setlist für 3-Stunden Konzert (mit Ronnie Atkins):
1. Spectres
2. Invoke the Machine
3. Black Orchid
4. Reach Out for the Light
5. Breaking Away
6. The Story Ain’t Over
7. The Great Mystery
8. Scales of Justice
9. What’s Left of Me
10. Promised Land
11. Sleepwalking
12. The Scarecrow
13. Stargazers
14. Farewell
15. Shelter from the Rain
16. In Quest For
17. The Wicked Symphony
18. Lost in Space
19. Savior in the Clockwork
20. Twisted Mind
21. Dying for an Angel
22. The Seven Angels
23. Avantasia
24. Sign of the Cross

Erstmals wichen die Setlists leicht voneinander ab, allerdings nur, weil bei manchen Konzerten Songs fehlten.
Setlist für Konzert ohne Ronnie Atkins:
1. Spectres
2. The Watchmaker’s Dream
3. The Story Ain’t Over
4. The Great Mystery
5. Reach Out For The Light
6. Breaking Away
7. Scales Of Justice
8. What’s Left of Me
9. Promised Land
10. The Scarecrow
11. Sleepwalking
12. The Scarecrow
13. Shelter from the Rain
14. In Quest For
15. The Wicked Symphony
16. Lost In Space
17. Savior in the Clockwork
18. Stargazers
19. Twisted Mind
20. Dying for an Angel
21. Farewell
22. Avantasia
23. The Seven Angels
24. Sign of the Cross

Outro: Cry Just A Little
Wieder gab es einige Konzerte, bei denen einzelne Lieder gestrichen wurden.